# ألبير ميستشي
ألبير ميستشي (مواليد 1969) (بالتركية: Alper Mestçi)‏ هو هو مخرج وكاتب سيناريو تركي، مشهور بإخراجه لعدد من أفلام الرعب، مثل فيلم سِجّين.

## روابط خارجية
- ألبير ميستشي على موقع IMDb (الإنجليزية)
- ألبير ميستشي على موقع ألو سيني (الفرنسية)
- ألبير ميستشي على موقع أول موفي (الإنجليزية)
- ألبير ميستشي على موقع قاعدة بيانات الفيلم (الإنجليزية)
- ألبير ميستشي على موقع كينوبويسك (الروسية)